# Први устанак робова
Први устанак робова у Римској републици десио се између 135. и 132. године п. н. е. Група робова се побунила на острву Сицилија у граду Ена. Предводио их је Евнус, бивши роб који је тврдио даје пророк, и Киликијанац, Клеон. Након мањих окршаја у којима су робови однели победу, на Сицилију се искрцао већи контингент римских војника и угушио побуну.

## Узроци
Главни узрок устанка су биле промене у области имовине уведене након протеривања Картагињана након Другог пунског рата. Шпекуланти из Италије су похрлили на Сицилију и, на опште негодовање Сицилијанаца, јефтино купили велике површине земље или су постали власници имања Сицилијанаца који су се били ставили на страну Картагињана.
Сицилијанци који су подржали римску страну следили су пример и обогатили се на рачун својих земљака. Робови су се продавали веома јефтино а пшеница је на Сицилији имала боље тржиште него у Италији у којој је беснео рат, тако да је Сицилија била препуна робова који су радили на пољима жита римских или сицилијанских земљопоседника који су их јако лоше хранили тако да су робови ускоро били приморани да краду како би преживели. Робови су поткрадали сиромашне Сицилијанце, а земљопоседници нису ништа учинили тако да је устанак био неминован.

## Устанак
Главна група робова је у једном моменту бројала 200.000 људи и жена и вероватно деце. Вођа устанка Евнус, вероватно пореклом Сиријац, тврдио је да је пророк и месија робова. Према неким изворима, био је пре лукав него способан. Победе које је извојевао против Римљана су често заправо биле заслуга његовог команданта Киликијца Клеона. Клеон је на крају погинуо у борби, а Евнус је био заробљен, али је умро пре него што је изведен пред лице правде.